# Općinsko nogometno prvenstvo Labin 1960./61.
Općinsko nogometno prvenstvo Labin je svoje treće izdanje imalo u sezoni 1960./61. 
 
Sudjelovalo je 12 klubova, koje su igrali prvi dio prvenstav u skupinama, a potom razgravali za plasman. 
 
Prvenstvo je osvojila juniorska momčad "Rudara" iz Labina. 

## Konačni poredak
| mj.                                 | klub                             |
| I. grupa poredak od 1.-3. mjesta    | I. grupa poredak od 1.-3. mjesta |
| ----------------------------------- | -------------------------------- |
| 1.                                  | Rudar juniori Labin              |
| 2.                                  | Iskra Vinež                      |
| 3.                                  | Jedinstvo Nedešćina              |
|                                     |                                  |
| II. grupa poredak od 4.-6. mjesta   |                                  |
| 4.                                  | Proleter Podpićan                |
| 5.                                  | Partizan Labin                   |
| 6.                                  | Barban                           |
|                                     |                                  |
| III. grupa poredak od 7.-9. mjesta  |                                  |
| 7.                                  | Istra Snašići                    |
| 8.                                  | Izviđač Raša                     |
| 9.                                  | Radnik Labin                     |
|                                     |                                  |
| IV. grupa poredak od 10.-12. mjesta |                                  |
| 10.                                 | Mladost Ripenda                  |
| 11.                                 | Šumber                           |
| 12.                                 | Budućnost Kašelica               |

- Podpićan – tadašnji naziv za naselje Potpićan